# Labico
Labico település Olaszországban, Lazio régióban, Róma megyében. Lakosainak száma 6465 fő (2023. január 1.). Labico Valmontone és Palestrina községekkel határos.

## Népesség
A település lakossága az elmúlt években az alábbi módon változott:
| Lakosok száma | 6445 | 6469 | 6465 |
|               | 2017 | 2018 | 2023 |